# Saint-Michel-sur-Loire

Saint-Michel-sur-Loire este o comună în departamentul Indre-et-Loire, Franța. În 1 ianuarie 2018 avea o populație de 713 de locuitori.